# Antonio Govín y Torres
Antonio Govín y Torres (1847-1914) fue un jurista, periodista y político cubano.

## Biografía
Nació en Matanzas en 1847. Jurista, residió en La Habana, donde fue redactor del periódico El Triunfo y director de la Revista General de Derecho y Administración. En 1898, al constituirse el primer ministerio autonómico cubano, se le encargó la cartera de Justicia y Gobernación.Fue miembro de la masonería. Falleció el 15 de noviembre de 1914. Fue autor de unos Elementos teóricoprácticos de Derecho administrativo vigente en Cuba (1882).